# HD 145377 b
HD 145377 b는 전갈자리 방향으로 지구로부터 약 188 광년 떨어진 곳에 있는 항성 HD 145377 주위를 도는, 외계 행성이다. 모항성은 분광형 G의 주계열성이다.
항성으로부터 0.45 천문단위 떨어져 있으며 1 공전주기는 104일이다. 궤도이심률은 0.307로 비교적 큰 편이다. 최소 질량은 목성의 5.1배인데, 궤도경사각이 밝혀지지 않았기 때문에 이 값은 최소 수치이다. 실제로는 이보다 더 무거울 가능성이 크다.
2008년 10월 26일 칠레 아타카마 사막 라 실라 천문대 소재 유럽 우주국 3.6미터 망원경에 장착된 HARPS 분광사진기를 이용, Moutou 연구진이 도플러 분광법을 이용하여 이 행성을 찾아냈다.

## 같이 보기
- BD-17°63 b
- HD 131664
- HD 143361 b
- HD 147513 b
- HD 153950 b
- HD 20868 b
- HD 43848
- HD 48265 b
- HD 73267 b

## 참고 문헌
- (영어) Moutou 연구진 (2009). “The HARPS search for southern extra-solar planets XVII. Six long-period giant planets around BD -17 0063, HD 20868, HD 73267, HD 131664, HD 145377, HD 153950” (요약). 《Astronomy & Astrophysics》 496 (2): 513-519. doi:10.1051/0004-6361:200810941.